# Aratinga strenua
Aratinga strenua là một loài chim trong họ Psittacidae.